# Raveniopsis aracaensis
Raveniopsis aracaensis là một loài thực vật có hoa trong họ Cửu lý hương. Loài này được Kallunki & Steyerm. miêu tả khoa học đầu tiên năm 1987.